# Plaines-Saint-Lange
Plaines-Saint-Lange és un municipi francès situat al departament de l'Aube i a la regió del Gran Est. L'any 2007 tenia 322 habitants.

## Demografia

### Població
El 2007 la població de fet de Plaines-Saint-Lange era de 322 persones. Hi havia 136 famílies de les quals 40 eren unipersonals (16 homes vivint sols i 24 dones vivint soles), 44 parelles sense fills, 32 parelles amb fills i 20 famílies monoparentals amb fills.
La població ha evolucionat segons el següent gràfic:
Habitants censats

### Habitatges
El 2007 hi havia 188 habitatges, 144 eren l'habitatge principal de la família, 20 eren segones residències i 24 estaven desocupats. 176 eren cases i 11 eren apartaments. Dels 144 habitatges principals, 107 estaven ocupats pels seus propietaris, 31 estaven llogats i ocupats pels llogaters i 6 estaven cedits a títol gratuït; 10 tenien dues cambres, 26 en tenien tres, 50 en tenien quatre i 57 en tenien cinc o més. 88 habitatges disposaven pel capbaix d'una plaça de pàrquing. A 68 habitatges hi havia un automòbil i a 53 n'hi havia dos o més.

### Piràmide de població
La piràmide de població per edats i sexe el 2009 era:
| Homes | Edats   | Dones |
| ----- | ------- | ----- |
| 0     | 95 o +  | 0     |
| 0     | 90 a 94 | 0     |
| 0     | 85 a 89 | 8     |
| 4     | 80 a 84 | 4     |
| 0     | 75 a 79 | 8     |
| 8     | 70 a 74 | 12    |
| 16    | 65 a 69 | 12    |
| 8     | 60 a 64 | 16    |
| 12    | 55 a 59 | 8     |
| 28    | 50 a 54 | 16    |
| 12    | 45 a 49 | 16    |
| 12    | 40 a 44 | 4     |
| 12    | 35 a 39 | 16    |
| 4     | 30 a 34 | 8     |
| 4     | 25 a 29 | 4     |
| 12    | 20 a 24 | 0     |
| 28    | 15 a 19 | 12    |
| 12    | 10 a 14 | 8     |
| 4     | 5 a 9   | 0     |
| 12    | 0 a 4   | 12    |

## Economia
El 2007 la població en edat de treballar era de 194 persones, 143 eren actives i 51 eren inactives. De les 143 persones actives 122 estaven ocupades (76 homes i 46 dones) i 21 estaven aturades (14 homes i 7 dones). De les 51 persones inactives 20 estaven jubilades, 6 estaven estudiant i 25 estaven classificades com a «altres inactius».

### Ingressos
El 2009 a Plaines-Saint-Lange hi havia 138 unitats fiscals que integraven 299 persones, la mediana anual d'ingressos fiscals per persona era de 17.589 €.

### Activitats econòmiques
Dels 9 establiments que hi havia el 2007, 1 era d'una empresa extractiva, 1 d'una empresa alimentària, 1 d'una empresa de fabricació d'altres productes industrials, 1 d'una empresa de construcció, 3 d'empreses de comerç i reparació d'automòbils, 1 d'una empresa d'hostatgeria i restauració i 1 d'una empresa financera.
Dels 2 establiments de servei als particulars que hi havia el 2009, 1 era un taller de reparació d'automòbils i de material agrícola i 1 paleta.
L'únic establiment comercial que hi havia el 2009 era una fleca.
L'any 2000 a Plaines-Saint-Lange hi havia 12 explotacions agrícoles que ocupaven un total de 63 hectàrees.

## Poblacions més properes
El següent diagrama mostra les poblacions més properes.